# Crapaud (Île-du-Prince-Édouard)

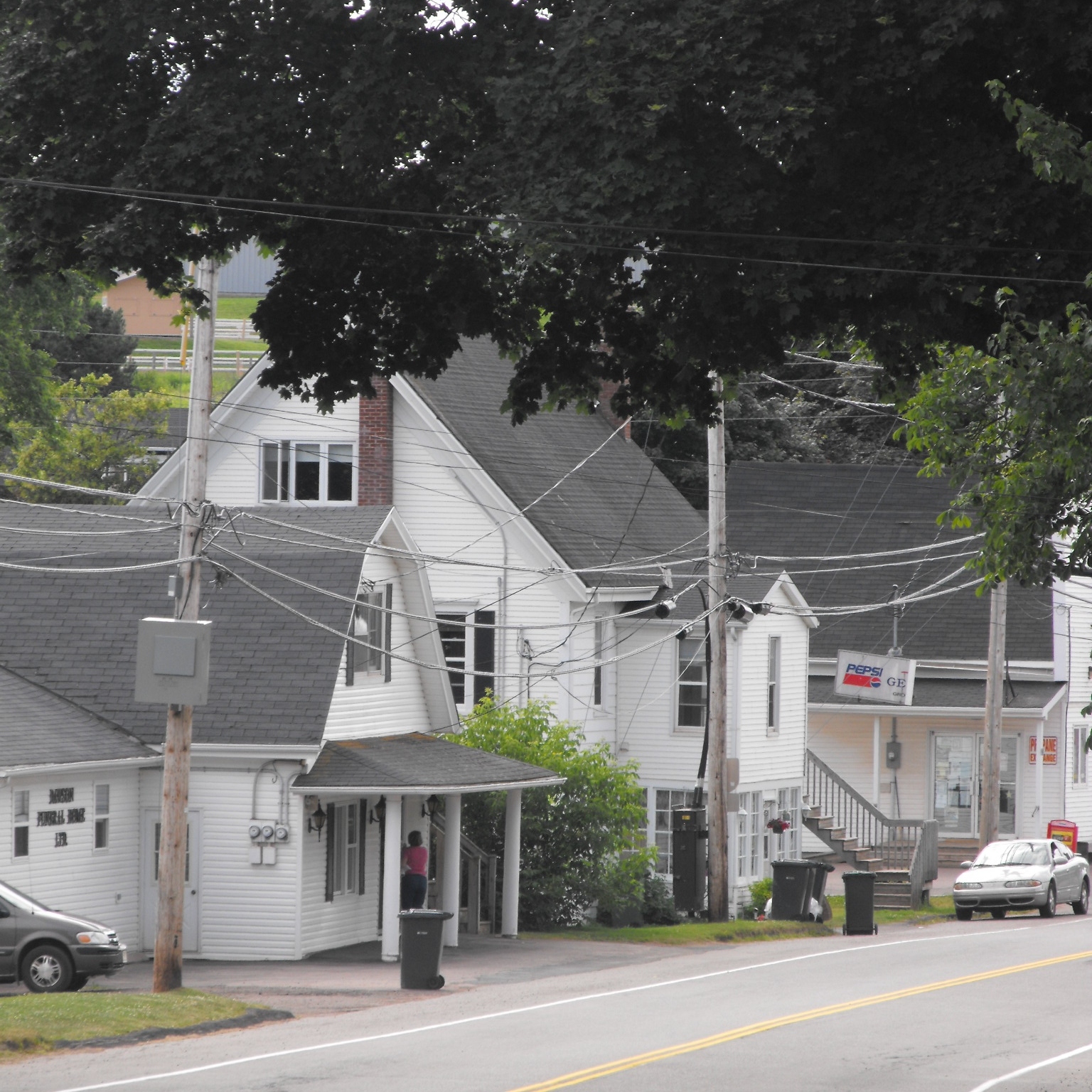
Rue principale, Crapaud.

Crapaud est un village dans le comté de Queens de l'Île-du-Prince-Édouard au Canada.
La communauté est située au nord de Victoria.

## Démographie
| 2001 | 2006 | 2011 | 2016 |
| ---- | ---- | ---- | ---- |
| 382  | 353  | 345  | 319  |